# Edificio del Banco Mercantil de Monterrey

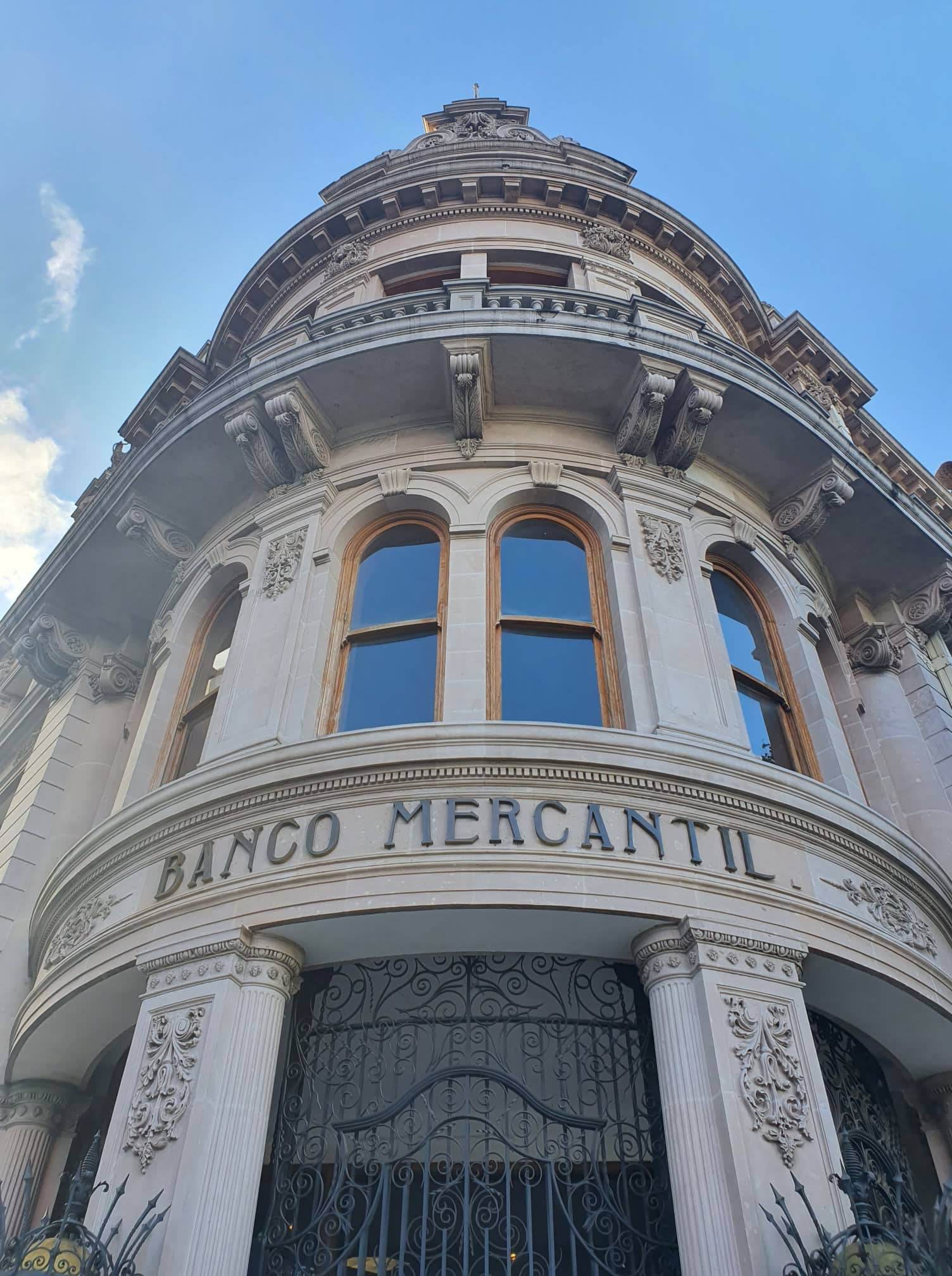
Fachada Ochavada del Edificio del Banco Mercantil de Monterrey

El edificio del Banco Mercantil de Monterrey es un inmueble de estilo academista, beaux arts o también conocido como porfiriano en México, situado en la intersección de la calle Morelos y Zaragoza, en el centro de Monterrey.  El inmueble se divide en un sótano y 3 niveles sobre la banqueta, su planta comprende un rectángulo de 38 por 18 metros. Su construcción comenzó el 12 de octubre de 1990 y se inauguró el 31 de diciembre de 1901, Alfred Giles y Compañía fueron los encargados del proyecto. El edificio fue diseñado para ser la sede del Banco Mercantil de Monterrey quien después se transformó en Grupo Financiero Banorte. También prestó servicio de oficinas en arrendamiento para empresas como la Fundidora de Fierro y Acero de Monterrey o el Círculo Mercantil Mutualista entre otros.
En el año 2021 sigue manteniendo su mismo giro bancario para el que fue edificado.

## Historia
En Monterrey, el sistema bancario inicio con operaciones informales en las tiendas y almacenes, luego con el sistema de acciones y accionistas, se establecieron en edificios adaptados para ello: en 1892 el Banco de Nuevo León, en 1898 el Banco de Londres y México y en 1899 El Banco Mercantil del Monterrey quien fue el primero en la ciudad en ordenar una edificación adecuada para sus funciones específicas, el proyecto se le encargo al despacho de arquitectura de Alfred Giles y Compañía.
La edificación se designó en el lote rectangular en la esquina norponiente de las calles Zaragoza y Morelos, en el centro de la ciudad de Monterrey.
Su construcción comenzó el 12 de octubre de 1900, la obra se concluyó el 31 de diciembre de 1901, como se lee en su cartela superior de la fachada y su inauguración fue en abril de 1902.
En los últimos años de la década de 1970 sobrevive a la ampliación de la calle Morelos para convertirla de calle de automóviles a peatonal.
En el primer trimestre del año 2009 se comienza su restauración para rescatar el color natural de la cantera, el cual se modificó con la lluvia y contaminación.
En el año 2021 sigue manteniendo su mismo giro bancario para el que fue edificado.

## Diseño
Alfred Giles estuvo a cargo de su diseño y este tiene un estilo academista, beaux arts o también conocido como Porfiriano en México.
Presenta un ochavado curvo que le da continuidad a sus dos caras, cuenta con un sótano y tres niveles sobre la banqueta, el primero de ellos con una altura mayor que los 2 siguientes.
Su planta consiste en un rectángulo de un rectángulo de 38 por 18 metros.
El edificio fue diseñado para ser la sede del Banco Mercantil de Monterrey quien después se transformó en Grupo Financiero Banorte, también presto servicio de oficinas en arrendamiento donde la Fundidora de Monterrey, el Círculo Mercantil Mutualista, entre otros, fueron arrendadoras allí. 

## Arquitectura

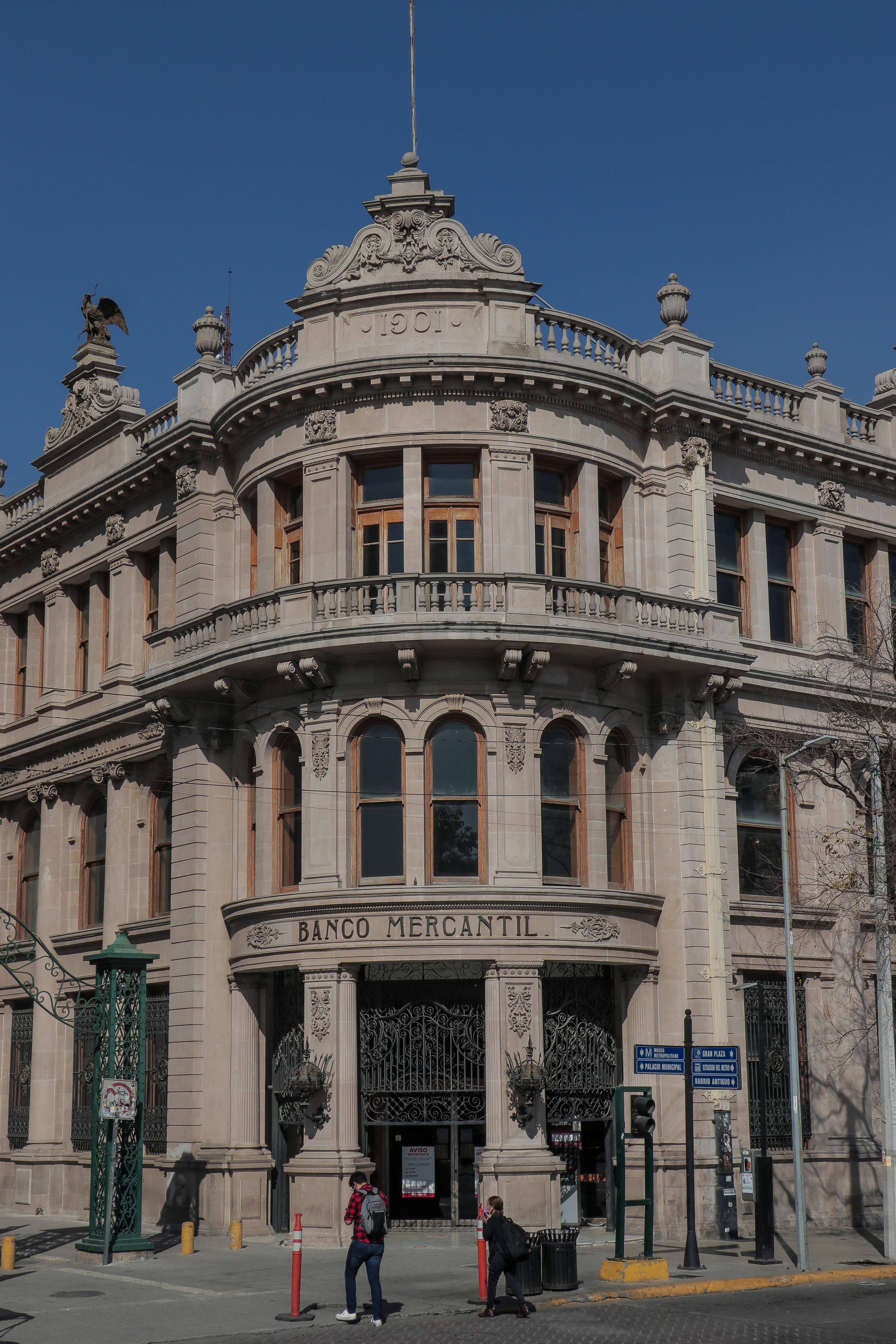
Fachada de Acceso Edificio Banco Mercantil de Monterrey

El edificio presenta diferentes motivos distintivos los cuales consisten en: 
- Fachada continua por la presencia del ochavo curvo.
- Medias columnas de orden colosal ligando el primer y segundo nivel.
- Herrería presente en el vestíbulo y ventas del primer nivel.
- Balcones balaustrados colocados en el tercer piso.
- Revestimiento de cantera de Durango.
- Cartelas con nombre y fecha.
- Sistema de coronamiento escultural compuesto por dados, balaustres, mecheros.
- Remates coronados por símbolos patrios con águilas nacionales.
- Asta Bandera.

El sistema constructivo con el que está edificado incorpora la estructura metálica, muros de ladrillo industrializado, bóvedas catalanas sobre polines metálicos, ventanas de guillotina y la cantera como recubrimiento.